# Austrothelphusa wasselli
Austrothelphusa wasselli е вид ракообразно от семейство Gecarcinucidae. Видът е почти застрашен от изчезване.

## Разпространение
Разпространен е в Австралия (Куинсланд).